# 抚松工业集中区
抚松工业集中区是中华人民共和国吉林省白山市抚松县下辖的一个类似乡级单位。

## 行政区划
抚松工业集中区下辖以下地区：
抚松工业集中区虚拟社区。